# Keenan Allen
Pour les articles homonymes, voir Allen.
(en) Statistiques sur pro-football-reference
Keenan Alexander Allen, né le 27 avril 1992 à Greensboro, est un joueur américain de football américain. Il joue comme wide receiver pour les Bears de Chicago en National Football League (NFL).

## Biographie

### Carrière universitaire
Ayant étudié à l'Université de Californie, il joue avec les Golden Bears de la Californie de 2010 à 2012. Il se démarque à sa deuxième année, en 2011, avec 98 réceptions pour 1 343 yards et 6 touchdowns. La saison 2012 de Allen est toutefois écourtée à cause d'une blessure au genou.

### Carrière professionnelle

#### Draft
Il renonce à jouer une quatrième et dernière saison avec les Golden Bears, et se déclare éligible à la draft 2013 de la NFL. Il est sélectionné en 76e choix global lors du troisième tour par la franchise des Chargers de San Diego.

#### Chargers de San Diego/Los Angeles (2013-2023 )
Après avoir commencé la saison 2013 comme réserviste, il fait ses débuts sur le terrain lors du deuxième match du calendrier après une blessure de Malcom Floyd. Il connaît une première saison réussie dans la NFL en captant 71 passes pour 1 046 yards et 8 touchdowns, et en menant les joueurs de première année dans la ligue sur les réceptions.
Après deux saisons perturbées par des blessures, il revient en force pour la saison 2017 en réceptionnant 102 passes pour 1 393 yards. Il est nommé au Pro Bowl pour la première fois de sa carrière et se voit remettre la récompense du comeback de l'année dans la NFL.

#### Bears de Chicago
Allen est échangé le 14 mars 2024 aux Bears de Chicago contre un choix de 4e tour de la draft 2024 par les Chargers.

## Statistiques
| Année       | Équipe                        | Statut      | MJ |     | Passes réceptionnées | Passes réceptionnées | Passes réceptionnées | Passes réceptionnées |       | Courses | Courses | Courses | Courses |
| Année       | Équipe                        | Statut      | MJ | Nb. | Yards                | Moy.                 | TD                   | Nb.                  | Yards | Moy.    | TD      |         |         |
| 2010        | Golden Bears de la Californie | Fr.         | 11 | 46  | 0 490                | 10,6                 | 05                   | 18                   | 136   | 07,6    | 1       |         |         |
| 2011        | Golden Bears de la Californie | So.         | 13 | 99  | 1 343                | 13,7                 | 06                   | 09                   | 055   | 06,1    | 0       |         |         |
| 2012        | Golden Bears de la Californie | Jr.         | 09 | 61  | 0 737                | 12,1                 | 06                   | 03                   | 039   | 13,0    | 1       |         |         |
| Totaux NCAA | Totaux NCAA                   | Totaux NCAA | 33 | 205 | 2 570                | 12,5                 | 17                   | 30                   | 230   | 7,7     | 2       |         |         |

| Année              | Équipe                  | MJ  |                 | Passes réceptionnées | Passes réceptionnées | Passes réceptionnées | Passes réceptionnées |                 | Courses         | Courses         | Courses | Courses |  | Fumbles | Fumbles |
| Année              | Équipe                  | MJ  | Nb.             | Yards                | Moy.                 | TD                   | Nb.                  | Yards           | Moy.            | TD              | Nb.     | Perdus  |  |         |         |
| 2013               | Chargers de San Diego   | 15  | 071             | 1 046                | 14,7                 | 08                   | -                    | -               | -               | -               | 2       | 2       |  |         |         |
| 2014               | Chargers de San Diego   | 14  | 077             | 0 783                | 10,2                 | 04                   | -                    | -               | -               | -               | 2       | 2       |  |         |         |
| 2015               | Chargers de San Diego   | 8   | 067             | 0 725                | 10,8                 | 04                   | -                    | -               | -               | -               | 1       | 1       |  |         |         |
| 2016               | Chargers de San Diego   | 1   | 06              | 0 63                 | 10,5                 | 0                    | -                    | -               | -               | -               | 0       | 0       |  |         |         |
| 2017               | Chargers de Los Angeles | 16  | 102             | 1 393                | 13,7                 | 06                   | 2                    | 09              | 4,5             | 0               | 1       | 0       |  |         |         |
| 2018               | Chargers de Los Angeles | 16  | 097             | 1 196                | 12,3                 | 06                   | 9                    | 75              | 8,3             | 0               | 3       | 1       |  |         |         |
| 2019               | Chargers de Los Angeles | 16  | 104             | 1 199                | 11,5                 | 06                   | 3                    | 16              | 5,3             | 0               | 0       | 0       |  |         |         |
| 2020               | Chargers de Los Angeles | 14  | 100             | 0 992                | 09,9                 | 08                   | 1                    | - 1             | -01             | 0               | 3       | 2       |  |         |         |
| 2021               | Chargers de Los Angeles | 16  | 106             | 1 138                | 10,7                 | 42                   | 0                    | 0               | 0,0             | 0               | 1       | 0       |  |         |         |
| 2022               | Chargers de Los Angeles | 10  | 066             | 0 752                | 11,4                 | 46                   | 1                    | 08              | 8,0             | 0               | 1       | 1       |  |         |         |
| 2023               | Chargers de Los Angeles | 13  | 108             | 1 243                | 11,5                 | 42                   | 2                    | 06              | 3,0             | 0               | 2       | 1       |  |         |         |
| 2020               | Bears de Chicago        | ?   | Saison en cours | Saison en cours      | Saison en cours      | Saison en cours      | Saison en cours      | Saison en cours | Saison en cours | Saison en cours | ?       | ?       |  |         |         |
| Totaux en carrière | Totaux en carrière      | 139 | 904             | 10 530               | 11,6                 | 54                   | 18                   | 113             | 6,3             | 0               | 16      | 10      |  |         |         |

| Année              | Équipe                  | MJ |     | Passes réceptionnées | Passes réceptionnées | Passes réceptionnées | Passes réceptionnées |       | Courses | Courses | Courses | Courses |   | Fumbles | Fumbles |
| Année              | Équipe                  | MJ | Nb. | Yards                | Moy.                 | TD                   | Nb.                  | Yards | Moy.    | TD      | Nb.     | Perdus  |   |         |         |
| 2013               | Chargers de San Diego   | 2  | 8   | 163                  | 20,4                 | 2                    | 0                    | 0     | 0,0     | 0       | 0       | 0       |   |         |         |
| 2018               | Chargers de Los Angeles | 2  | 6   | 112                  | 18,7                 | 1                    | 0                    | 0     | 0,0     | 0       | 0       | 0       |   |         |         |
| 2022               | Chargers de Los Angeles | 1  | 6   | 061                  | 10,2                 | 0                    | 0                    | 0     | 0,0     | 0       | 0       | 0       |   |         |         |
| Totaux en carrière | Totaux en carrière      | 5  | 20  | 336                  | 16,8                 | 49                   | 3                    | 0     | 0       | 0,0     | 0       | 0       | 0 |         |         |

## Vie privée
Il est également connu sous le nom de K.Alexander qui est son nom d’artiste. En effet, le 21 mai 2019, il sort son premier single « Distraction » sur les plateformes de streaming,.